# Sagara Morio
Sagara Morio (japanisch 相良 守峯; geboren 14. April 1895 in Tsuruoka (Präfektur Yamagata); gestorben 16. Oktober 1989) war ein japanischer Germanist, Lehrbuchverfasser und Übersetzer.

## Leben und Werk
Sagara Morio machte 1921 seinen Abschluss im Fach Germanistik an der Kaiserlichen Universität Tōkyō. Danach wurde er Lektor an der Waseda-Universität. 1922 wurde er Lehrer an der Mito Oberschule (水戸高等学校, Mito kōtogakkō), 1924 wechselte er zur 1. Oberschule.
1930 wurde Sagara vom Kultusministerium nach Deutschland, Italien und in die USA geschickt. Nach seiner Rückkehr wurde er 1933 Assistenzprofessor für Germanistik an der Universität Tōkyō. 1940 erschien das umfassende „Kimura-Sagara Deutsch-japanisches Lexikon“ (木村・相良独和辞典). Ende 1945 wurde Sagara mit einer Arbeit „Forschung zur epischen Dichtung im deutschen Mittelalter“ (独逸中世叙事詩研究, Doitsu chūseki jijishi kenkyū) promoviert. 1947 wurde er Professor.
1956, nach Eintritt in den Ruhestand, übernahm Sagara eine Professur an der Keiō-Universität. 1958 wurde er Vorsitzender der wiedergegründeten Japanischen Goethe-Gesellschaft. Von 1969 bis 1976 wirkte er an der „Kyōto University of Foreign Studies“ (京都外国語大学, Kyōto gaikokugo daigaku).
Sagara verfasste zahlreiche Lehrbücher zur deutschen Sprache und hinterließ auch zahlreiche Übersetzungen deutscher Klassiker, Hermann Hesse, Arthur Schnitzler. Er übersetzte 1935 auch das eher unbekannte Buch „Jacqueline und die Japaner“ von Heinrich Eduard Jacob aus dem Jahr, 1928, das von der Begegnung mit einem in Deutschland lebenden Japaner handelt und mit einem Bezug auf das Kantō-Erdbeben 1923 endet. 1955 fertigte er eine Übersetzung „Nibelungen“ an, im selben Jahr auch eine Übersetzung Jüngers „Auf den Marmorklippen“.
Bestattet wurde Sagara am Tenryū-ji (禅龍寺) in seiner Heimatstadt Tsuruoka.

## Auszeichnungen und Ehrungen
- 1955: Großes Bundesverdienstkreuz
- 1956: Ehrenprofessor der Universität Tōkyō
- 1968: Person mit besonderen kulturellen Verdiensten
- 1969: 1. Ehrenbürger der Stadt Tsuruoka
- 1985: Kulturorden (文化勲章受章), 1985
- 1989: Orden des Heiligen Schatzes, 1. Klasse (勲一等瑞宝章)